# Нью-Вайнярд (Мен)
Нью-Вайнярд (англ. New Vineyard) — місто (англ. town) в США, в окрузі Франклін штату Мен. Населення — 721 особа (2020).

## Демографія
Згідно з переписом 2010 року, у місті мешкало 757 осіб у 325 домогосподарствах у складі 216 родин. Було 503 помешкання
Расовий склад населення:
| - 96,2 % — білих - 0,5 % — азіатів - 0,4 % — корінних американців |

До двох чи більше рас належало 2,9 %. Частка іспаномовних становила 0,7 % від усіх жителів.
За віковим діапазоном населення розподілялося таким чином: 20,7 % — особи молодші 18 років, 65,2 % — особи у віці 18—64 років, 14,1 % — особи у віці 65 років та старші. Медіана віку мешканця становила 46,0 року. На 100 осіб жіночої статі у місті припадало 93,1 чоловіків;  на 100 жінок у віці від 18 років та старших — 96,1 чоловіків також старших 18 років.
Середній дохід на одне домашнє господарство  становив 64 442 долари США (медіана — 51 786), а середній дохід на одну сім'ю — 78 249 доларів (медіана — 58 462). Медіана доходів становила 36 250 доларів для чоловіків та 31 458 доларів для жінок. За межею бідності перебувало 18,1 % осіб, у тому числі 35,0 % дітей у віці до 18 років та 8,7 % осіб у віці 65 років та старших.
Цивільне працевлаштоване населення становило 365 осіб. Основні галузі зайнятості: виробництво — 25,2 %, освіта, охорона здоров'я та соціальна допомога — 19,2 %, сільське господарство, лісництво, риболовля — 11,5 %, фінанси, страхування та нерухомість — 8,8 %.